# Borowina (rzeka)
Borowina – rzeka na Płaskowyżu Tarnogrodzkim, lewy dopływ Tanwi o długości 18,93 km. Wypływa kilkoma strugami w rejonie Potoka Górnego, przepływa przez Lipiny Dolne i uchodzi do Tanwi we wsi Sieraków.
Głównym dopływem Borowiny jest struga Brzezina.